# بول كرول (لاعب كرة قدم)
بول كرول (بالبولندية: Paweł Król)‏ هو لاعب كرة قدم بولندي في مركز الدفاع، ولد في 10 ديسمبر 1987 في Bartoszyce ‏ في بولندا. لعب مع كورونا كييلتسى.